# Ligia oceanica
Ligia oceanica je stejnonožec z čeledi Ligiidae. 

## Popis
S délkou těla 20 až 30 mm je největším zástupcem suchozemských stejnonožců z podřádu Oniscidea v Německu. Její tělo je vejčité, zploštělé a přibližně dvakrát delší než široké. Zbarvení se pohybuje od šedé po olivovou. Hlava má velké složené oči a tykadla, která dosahují asi dvou třetin délky těla, a každé má nejméně deset článků. Na hlavohruď tvořenou hlavou a prvním hrudním článkem navazuje sedm viditelných hrudních článků (pereonitů). Má sedm párů nohou a dva velké uropody, které přesahují telson. Každý uropod nese dlouhý endopod a exopod, dohromady vytvářející charakteristickou vidlici.

## Rozšíření a výskyt
Přirozený areál výskytu zahrnuje pobřeží Atlantiku a Severního moře v západní Evropě. Druh byl zavlečen do některých částí severozápadního pobřeží USA. Nejraději osidluje skalnaté pobřežní oblasti se štěrbinami jako úkryty, ale lze jej nalézt i na písečných plážích pod kameny. Žijí jak na souši, tak v litorálu, pod vodou mohou přežít přinejmenším několik dní.

## Bionomie
Jsou to noční živočichové a při vyrušení prchají před světlem. V noci, zejména za nízké vody, se stěhují na odlivem obnažená místa, kde se živí řasami. Živí se však i různou jinou potravou, od rostlinných a živočišných zbytků až po mechy konzumované na souši.
Hlavní období rozmnožování je na jaře, ale samice nesoucí vajíčka se vyskytují po celý rok. Průměrný počet vajíček na jednu snůšku je asi 80 a samice se rozmnožují přibližně pětkrát, přičemž délka jejich života se pohybuje kolem tří let.